# ブローニュ＝ビヤンクール地方音楽院
ブローニュ＝ビヤンクール地方音楽院 (ぶろーにゅびやんくーるちほうおんがくいん、 仏 Conservatoire à rayonnement régional de Boulogne-Billancourt)は、フランス、パリに隣接するブローニュ＝ビヤンクール市における市立の音楽院である。フランスにある41校の地域圏立音楽院のひとつ。
子供のための基礎訓練から高等音楽院の準備課程まで幅広く音楽教育を行い、また、音楽音響科、舞踊科を有する。1959年に設立された。略称はCRR de Boulogne-Billancourt。仏語での発音に基づくカナ転写は「セー・エル・エル・ド・ブーローニュ＝ビヤンクール」。

## 概要
ブローニュ＝ビヤンクール地方音楽院は、マルセル・ランドスキの後押しの元、1959年に、国立音楽学校 (école nationale musicale) として設置され、後に国の音楽・舞踊教育の専門教育ネットワークに参画し、1979年、地方自治体としての地方音楽院 (Conservatoire de Région)へと再編された。ブローニュ＝ビヤンクール市によって基本的な財政をまかなわれ、子供の音楽基礎教育から高等音楽院の準備クラスまでを提供している。諸外国における学校再編の状況と同じく、教授陣の質と置かれた状況、歴史を考慮された上で、市の音楽院としてブローニュ=ビヤンクール地方音楽院へと再編された。

## 教育
ブローニュ＝ビヤンクール地方音楽院は、以下の異なるミッションを抱えている。
- 器楽、声楽の導入課程および、子供の芸術的素質の養成
- 音楽・舞踊における未来のプロフェッショナルの養成
- 芸術の普及

### 導入教育
現在、ブローニュ＝ビヤンクール地方音楽院は、およそ1400人の学生を有し、そのうち400人ほどが、専門課程の段階にある。教授、アシスタント、管理者の数は102人に上り、技術職、文書係のスタッフは28人から成る。
12歳以下の小さな若い才能は、観察課程および指導課程 (Cycle d'Observation et d'Orientation Musicales, COOM) )において、教育的にも、経済的にも、整った環境で音楽・舞踊の訓練を始めることが可能である。観察課程および指導課程は、音楽・舞踊のレッスンから成っており、スタッフによる観察と審査を経て、生徒は楽器を選択する。
次に、生徒には二つの可能性が開かれている。一般教育機関との提携を通じ、12歳に達している生徒は、時間指定クラス(CHAM/ CHAD)に所属することで、中学校の授業時間外において、平行して音楽・舞踊教育の機会を与えられる。

### 専門教育
国家音楽資格 (DNSPM)および国家俳優高等資格 (DNSPC)の準備クラスが受講可能である(Cycle Préparatoire à l’Enseignement Supérieur (CPES)。 2020年現在、首都圏でDNSPMを交付できる音楽院は、パリ国立高等音楽学校(CNSMDP)、パリ・ブローニュ＝ビヤンクール高等芸術教育センター(PSPBB)、サン＝ドニ高等芸術センター(Pôle Sup'93)のみである。

### 芸術の普及
市の文化事業として、ブローニュ＝ビヤンクール地方音楽院は、演奏会、舞台、オーディション、マスタークラス、講演会のプログラムを提供しており、教授と生徒、学生が出会う機会としている。珍しい専門としては、音響音楽学科、オンドマルトノ科、古楽科を有する。また、コンポーザー・レジデンス、作曲委嘱などの創作事業にも携わっている。
また新たな分野として、ジャズ科、演劇科の設置に向けて準備中である。

## 組織
以下の7学科から成り、さらに楽器や分野、教育課程に応じて、専攻、クラスが区分けされている。
- 器楽科
- 声楽科
- 古楽科
- 室内楽・管弦楽科
- 作曲、教養科
- 音響技術科
- 舞踊科